# Teton-Yellowstone-Tornado
Der Teton-Yellowstone-Tornado war ein seltener Tornado, der sich am 21. Juli 1987 gegen 13.30 Uhr im Nordwesten des US-Bundesstaates Wyoming ereignete. Mit einer Stärke von F4 auf der Fujita-Skala ist er der stärkste jemals gemessene Tornado in Wyoming. Ebenfalls war er der einzige aufgezeichnete F4-Tornado in der Geschichte des Bundesstaates.

## Verlauf
Der Tornado startete nordöstlich des Randolph Mountain, ca. 16 km nordöstlich von Moran im Teton County und durchschnitt einen 39 km langen, 2,4 km breiten Teil der Teton Wilderness sowie des Yellowstone-Nationalparks in der südwestlichen Absaroka Range und überquerte sogar die Kontinentale Wasserscheide auf 3070 m. Nach der Überquerung der Grenze zum Yellowstone-Nationalpark durchquerte er das Tal mit dem Oberlauf des Yellowstone Rivers und endete schließlich nach insgesamt 26 min an den Hängen der darauffolgenden Berge. Der Vorfall ereignete sich in Höhen von 2600 bis 3000 m und war damit der höchste in den Vereinigten Staaten registrierte Tornado. Tornados sind in Gebirgsregionen wie den Rocky Mountains äußerst selten, und da Wyoming westlich der Tornado Alley liegt, werden besonders im Westen des Staates selten Tornados registriert.

## Folgen
Es wurden keine Toten oder Verletzten gemeldet, aber bis zu 1.000.000 Bäume auf einer Fläche von 61 km² wurden in Folge des Tornados entwurzelt. Größtenteils handelte es sich dabei um 25–30 m hohe Küsten-Kiefern. Die F4-Bewertung basierte auf der Schwere der Baumschäden in den am stärksten betroffenen Gebieten. Riesige Baumbestände wurden flachgelegt, und viele Bäume wurden von Blättern und Ästen befreit, wobei die Stämme entrindet wurden. Laut Fujita, der die Ursachen sowie den Verlauf des Tornados untersuchte, waren diese Baumschäden nur mit denen des Super Outbreak im Jahr 1974 sowie des Tornados von Birmingham im April 1977 vergleichbar. Der größte Teil des beschädigten Waldes brannte ein Jahr später bei den Bränden im Yellowstone-Nationalpark nieder.

## Belege
1. ↑  T. Theodore Fujita: The Teton-Yellowstone Tornado of 21 July 1987. In: Monthly Weather Review. Band 117, Nr. 9, 1. September 1989, ISSN 1520-0493, S. 1913–1940 (ametsoc.org [abgerufen am 16. April 2021]).
2. 1 2 3  Wyoming Climate Atlas: Severe Weather - Wyoming State Climate Office and Water Resources Data System. Abgerufen am 16. April 2021.
3. ↑  Fujita, T. Theodore: The Teton-Yellowstone Tornado of 21 July 1987. Hrsg.: Monthly Weather Review. American Meteorological Society. September 1989.